# 6006 Anaximandros
6006 Anaximandros (1989 GB4) là một tiểu hành tinh vành đai chính được phát hiện ngày 3 tháng 4 năm 1989 bởi Elst, E. W. ở La Silla.